# Wilhelm von Flügge (Widerstandskämpfer)
Wilhelm von Flügge (* 8. August 1887 in Düsseldorf; † 4. Januar 1953 in Istanbul) war ein deutscher Regierungsassessor und später Mitarbeiter der IG Farben, der im Widerstand gegen den Nationalsozialismus aktiv war.

## Leben
Wilhelm von Flügge wuchs als Sohn des preußischen Landrats Erich von Flügge in Düsseldorf und Nelly Schlutow auf. Er besuchte das Greiffenberg-Gymnasium in Putbus und legte dort 1905 das Abitur ab. Anschließend studierte er an der Ruprecht-Karls-Universität Heidelberg Staatswissenschaften. Wie sein Vater trat er dem Corps Saxo-Borussia Heidelberg bei. 1913 legte er sein Assessorexamen ab. Anschließend wurde er bis zum Ausbruch des Ersten Weltkriegs Regierungsassessor in Greifswald. Anschließend diente er ein Jahr als Ordonnanzoffizier in der 4. Kavallerie-Division, wurde aber bereits 1915 ins Reichsamt des Innern bestellt. 1916 wechselte er als Referent zum Kriegsernährungsamt. Dort war er Mitherausgeber des Sammelbandes  Düngemittel im Kriege. Beiträge zur Kriegswirtschaft und schrieb einen Aufsatz zum Absatz künstlicher Düngemittel. 1917 wurde er Reichskommissar für die Fischversorgung. 
1921 wurde er Reichsbeauftragter für die Überwachung der Ein- und Ausfuhr. 1924 zog er sich aus der Politik zurück und verwaltete für mehrere Jahre die mecklenburgischen Güter seiner Familie in Speck und Jakobsdorf. Während der Weltwirtschaftskrise von 1929 verfasste er mehrere Denkschriften. So entstand auch der Kontakt zu Magnus von Knebel und später zum konservativen Widerstand um Carl Friedrich Goerdeler. Bereits vor der Machtergreifung versuchte man den Nationalsozialisten entgegenzuwirken.
Während der Zeit des Nationalsozialismus war Flügge zunächst als freier Mitarbeiter für die IG Farben tätig. Als Großgrundbesitzer fürchtete er sich vor einer strikten Auslegung der Nürnberger Rassengesetze und emigrierte nach Wien. Ab 1937 war er auch offiziell für die IG Farben tätig und war dort Beauftragter in Beirut. Während seiner arbeitsbedingten Aufenthalte im Deutschen Reich hatte er weiterhin Kontakt zur Widerstandsgruppe. Über seinen Standort Beirut konnte er Kontakte zu Diplomaten dritter Mächte herstellen. Unter anderem erarbeitete er zusammen mit anderen einen Entwurf für eine Reichsverfassung nach einem Sturz Hitlers.
Nach dem Ausbruch des Zweiten Weltkriegs gehörte er zum engeren Kreis der Widerstandsgruppe um Wilhelm Canaris. Formell wurde er weiterhin von der IG Farben bezahlt, tatsächlich tätig war er für den Widerstand im Amt Abwehr. Er pflegte Kontakte zu unterschiedlichen konservativen Gruppierungen des Widerstandes, so neben den bereits erwähnten auch zu General Hans Oster, Adam von Trott zu Solz und zum Kreisauer Kreis. Ab Ende 1943 tarnte er sich als Mitarbeiter der Nordsee AG. 
1944 kam ihm die Gestapo auf die Schliche. Im April 1944 wurde  Flügge ins Deutsche Reich gelockt und am Flughafen Wien verhaftet. Von dort wurde er nach Berlin gebracht und im KZ Ravensbrück inhaftiert. Er wurde zunächst dem österreichischen Widerstand zugeordnet. Nach dem Attentat vom 20. Juli wurden jedoch seine Kontakte offenbart. Flügge wurde zunächst ins KZ Sachsenhausen gebracht. Kurz vor Kriegsende kam er vom KZ Flossenbürg nach Dachau. Er gehörte zu 141 prominenten KZ-Häftlingen, die in die „Alpenfestung“ transportiert wurden und in Niederdorf im Südtirol am 30. April 1945 aus den Händen der SS befreit wurden.
Flügge kam nach dem Krieg nach Rottach am Tegernsee, wo er von Freunden aufgenommen wurde. Seinen Lebensunterhalt bestritt er als Berater von Banken. Gleichzeitig erarbeitete er das Buch Deutsche Verwaltung, ein Werk zur Verfassungsreform in Deutschland, das auf seinen Skizzen zur neuen Reichsverfassung basierte. Später siedelte Flügge nach Istanbul um, wo er als Berater für eine türkische Bank arbeitete. Am 4. Januar 1953 verstarb er dort.

## Werke
- Düngemittel im Kriege. Beiträge zur Kriegswirtschaft. Band 15. Herausgegeben zusammen mit H. Großmann und Rittmeister Bueb. Berlin 1917. DNB
- Der Absatz der künstlichen Düngemittel im Kriege, S. 38–52.
- Die Fische in der Kriegswirtschaft. In: Beiträge zur Kriegswirtschaft. Heft 34/38. Berlin 1918.
- Deutsche Verwaltung. Verlag Keune, Hamburg 1948. DNB. Reprint als Online-Ressource, Leipzig, Frankfurt am Main 2022. DNB